# Laphria ampla
Laphria ampla är en tvåvingeart som beskrevs av Walker 1862. Laphria ampla ingår i släktet Laphria och familjen rovflugor. Inga underarter finns listade i Catalogue of Life.